# NASA TV
NASA TV (originellement NASA Select) était un ensemble de chaînes de télévision de l’agence spatiale des États-Unis, la National Aeronautics and Space Administration (NASA). NASA TV est diffusé par satellite simultanément sur le réseau télévisé et sur Internet. Des télévisions câblées locales la diffusent librement, elle est également diffusée par des répétiteurs de télévision amateurs. Le réseau est opérationnel depuis plus de 25 ans.
NASA TV propose beaucoup des programmes à but éducatifs ainsi qu’une couverture en direct d’un certain nombre de missions habitées, dont la Navette Spatiale et la Station spatiale internationale, de missions robotiques, et des lancements internationaux. Le groupe a achevé sa conversion de l’analogique vers le numérique fin 2005, grâce au lancement du STS-114, achevant ainsi la période de diffusion mixte analogique – numérique. Le satellite utilise le système DVB pour la transmission de données.

## Les Chaines
NASA TV diffuse trois chaînes à la fois en hertzien et sur Internet. La chaîne NASA Public propose une diffusion continue d’événements en direct, de reportages et de documentaires tournés vers le grand public. La chaîne NASA Education propose de programmes scientifiques en relation avec l’espace pour les écoles, les musées et autres institutions pédagogiques. La chaîne NASA Media est dédiée aux événements journalistiques, comme les interviews, les conférences de presse et autres.
Une quatrième chaîne est la chaine NASA Mission Opération, une chaîne cryptée à usage interne.

## Programmation
NASA TV diffuse à heure fixe un certain nombre de programmes éducatifs préenregistrés sur ses différentes chaînes 24h sur 24. Ces programmes incluent NASA Gallery (les photos et vidéos des archives de la NASA), Video File (reportage pour les médias), Education File (programme pour les écoles), NASA Edge (programme se concentrant sur les différents aspects de la NASA) et This Week @ NASA (informations depuis les différents centres de la NASA dans les pays). Une couverture en direct de la Station spatiale internationale est diffusée tous les jours à 10h HNC et est rediffusée plusieurs fois dans la journée.
NASA TV propose également un grand nombre de programmes en direct, comme la couverture 24h sur 24 des missions de la navette spatiale, des événements de l’ISS (sorties dans l’espace, interviews), des conférences de presse et des lancements de fusées. Ces programmes sont commentés par des membres du département des affaires publiques de la NASA, dont Rob Navias, Josh Byerly, Nicole Cloutier et Brandi Dean.

## NASA TV au Canada
Jusqu'en 2007, le Conseil de la radiodiffusion et des télécommunications canadiennes (CRTC) interdisait la diffusion de NASA TV par câble et satellite, sauf dans le cas d’événements spécifiques. Le 20 avril 2007, à la faveur d'une requête de plusieurs chaînes canadiennes dont Mountain Cablevision, le Conseil a décrété que NASA TV pouvait désormais faire partie de la liste des services satellites.